# Свеня Вайдеманн
Свеня Вайдеманн (нім. Svenja Weidemann; нар. 22 вересня 1980) — колишня німецька тенісистка.
Найвищу одиночну позицію світового рейтингу — 496 місце досягла 12 квітня 2010, парну — 554 місце — 10 червня 2002 року.
Здобула 2 одиночні титули туру ITF.

## Фінали ITF (2–4)

### Одиночний розряд (2–1)
| Легенда          |
| ---------------- |
| турніри $100,000 |
| турніри $75,000  |
| турніри $50,000  |
| турніри $25,000  |
| турніри $10,000  |

| Фінали за покриттям |
| ------------------- |
| Тверде (1–0)        |
| Ґрунт (1–0)         |
| Трава (0–1)         |
| Килим (0–0)         |

| Результат | Ранг | Дата            | Турнір                   | Покриття | Суперниця    | Рахунок       |
| --------- | ---- | --------------- | ------------------------ | -------- | ------------ | ------------- |
| Поразка   | 1.   | 23 березня 2002 | Бендіго, Австралія       | Трава    | Ліза Макші   | 1–6, 4–6      |
| Перемога  | 1.   | 21 липня 2008   | Геусдал 3, Норвегія      | Тверде   | Мона Бартель | 6–2, 6–3      |
| Перемога  | 2.   | 27 квітня 2009  | Борнмут, Велика Британія | Ґрунт    | Тімеа Бабош  | 4–6, 6–3, 6–4 |

### Парний розряд (0–3)
| Легенда          |
| ---------------- |
| турніри $100,000 |
| турніри $75,000  |
| турніри $50,000  |
| турніри $25,000  |
| турніри $10,000  |

| Фінали за покриттям |
| ------------------- |
| Тверде (0–2)        |
| Ґрунт (0–0)         |
| Трава (0–1)         |
| Килим (0–0)         |

| Результат | Ранг | Дата            | Турнір                            | Покриття | Партнерка       | Суперниці                  | Рахунок          |
| --------- | ---- | --------------- | --------------------------------- | -------- | --------------- | -------------------------- | ---------------- |
| Поразка   | 1.   | 11 березня 2002 | Беналла, Австралія                | Трава    | Кейсі Деллаква  | Ніколь Кріз Сара Стоун     | 5–7, 1–6         |
| Поразка   | 2.   | 14 червня 2005  | Лас-Франкезас-дал-Бальєс, Іспанія | Тверде   | Сандія Нагарадж | Ганна Куерверс Юстіна Озга | 2–6, 2–6         |
| Поразка   | 3.   | 21 липня 2008   | Геусдал 3, Норвегія               | Тверде   | Мона Бартель    | Теґан Едвардс Марселла Кук | 6–1, 4–6, [8–10] |